# Ringo Brown
Ringo Brown es un personaje ficticio de la serie de televisión australiana Neighbours, interpretado por el actor Sam Clark desde el 24 de enero del 2007, hasta el 18 de octubre del 2010. En el 2009 Brown se tomó un receso de tres meses para promocionar su carrera musical y poco después regresó a la serie.

## Antecedentes
Ringo es el hijo menor de Prue y Graham Brown, fue nombrado por el cantante de los Beatles, Ringo Starr. De niño Ringo idolatraba a su hermano mayor George, por lo que le afectó mucho cuando George se fue de la casa y se cambió el nombre a Frazer Yates, dejándolo solo en la casa con sus padres y su hermano mayor Johnny.
Fue muy buen amigo de Donna Freedman, Declan Napier, Zeke Kinski y Kate Ramsay.

## Biografía
Ringo llegó por primera vez a Ramsay Street en el 2007 para buscar a Frazer, a su llegada Zeke Kinski lo confundió por un intruso.
Frazer lo invitó a vivir a su casa y poco después se inscribió en Erinsborough High. Pronto Ringo desarrollo sentimientos por Rachel Kinski, la hermana de Zeke, pero cuando recurrió a Lolly Allen para que lo aconsejara terminó ayudándola cuando esta le reveló que su madrastra Sandy había estado abusando de ella.
Poco después Ringo y Rachel comenzaron a salir. Más tarde comenzó a trabajar en la compañía de Frutas y Vegetales de Carmella Cammeniti y ambos comenzaron a hacerse muy cercanos luego de que Ringo la ayudara a superar su adicción con los antidepresivos; poco después Ringo rompe con Rachel, cuando comienza a sentirse atraído por Carmella. Poco después Ringo y Carmella se besan, pero Carmella se aleja cuando se da cuenta de que lo que hizo estuvo mal. 
Toadie, Steph, Oliver, Elle, Carmella, Adam, Pepper, Janae & Ringo 
Cuando Ringo junto a Toadie Rebecchi, Pepper Steiger, Stephanie Scully, Oliver Barnes, Elle Robinson, Carmella, Adam Rhodes, y Janae Timmins se encontraban regresando de la boda de Frazer y Rosetta en un autobús este fue golpeado por una furgoneta cuando el pequeño Mickey Gannon soltó el freno de mano. Ringo quedó atrapado, en el lugar del accidente Ringo le dice a Carmella que la ama y ella le dice lo mismo, en el hospital Ringo sufre de un paro cardíaco y deciden ponerlo en coma. Cuando sale del coma recuerda lo que Carmella le dijo y decide confrontarla, sin embargo cuando le dice que no lo ama, Ringo decide mudarse con su madre.
A su regreso Ringo comienza a levantar pesas, correr y no comer apropiadamente, cuando Pepper Steiger se da cuenta de que estos son síntomas de un trastorno de alimentación decide confrontar a Ringo, quien niega tener algún problema; sin embargo Pepper logra que Ringo coma de nuevo. Antes de que Pepper se fuera de Erinsborough le cuenta a Daniel Fitzgerald y Rosetta "Rosie" Cammenitti acerca del problema de Ringo. Pronto Rosetta descubre que Ringo ha estado utilizando supresores del apetito y decide contarle a Frazer acerca de la condición de su hermano.
Después de casi ahogarse, Dan y Frazer lo confrontan pero Ringo se niega a aceptar sus consejos. Cuando se entera de que el embarazo de Rosie fue mal diagnosticado el estrés ocasiona que su trastorno alimenticio aparezca de nuevo. Cuando Ringo se va a nadar se aleja tanto que comienza a tener problemas para regresar a la orilla, su desaparición deja a todos preocupados y comienzan a buscarlo. Poco después es encontrado inconsciente por Steve y Bridget Parker.
Mientras se recupera en el hospital Ringo decide tomar el control de su vida y se muda con los Kennedy. Más tarde durante su fiesta sorpresa de 18 años decide contarles a todos acerca de su problema y más tarde ese mismo día Frazer y Rosetta se van de Erinsborough para irse a vivir a Italia.
En el 2008 inmediatamente después de conocer a Donna Freedman, se siente atraído hacia ella y la pareja eventualmente desarrolla una fuerte relación. 
Después de la muerte de su amiga Bridget Napier, Ringo decide convertirse en paramédico, cuando Karl Kenneddy le presenta a algunos de sus amigos paramédicos Ringo comienza aprender todo acerca de la carrera y a disfrutarlo. Poco después a Ringo le ofrecen la oportunidad de asistir a un curso de paramédicos en Sídney, pero no la acepta porque no quiere dejar a Donna, sin embargo cuando se entera de que Donna y Andrew Robinson se besaron decide tomar el curso y se va a Sídney.
Cuando Rebecca Napier lo llama para preguntarle si va a ayudar a Declan a sobrepasar el cumpleaños de Bridget, Ringo regresa a Erinsborough. De regreso Ringo se reencuentra con Donna y le dice que es mejor que sean amigos.
En su primer día como aprendiz de paramédico conoce a Naomi Lord una joven que se desmayó a causa de la anafilaxia. Poco después Ringo comienza una relación con ella pero esta pronto se termina cuando descubre que Naomi le robó su tarjeta de identificación.
Sin embargo las cosas se ponen mal cuando Naomi no toma bien la ruptura y comienza a culpar a Donna de ser la causa por la cual Ringo la dejó. Poco después Naomi roba su propio historial del hospital y culpa a Donna, quien es detenida. Cuando Ringo con la ayuda de Declan Napier, Lucas Fitzgerald y Zeke Kinski van a casa de Naomi para buscar evidencia que demuestre la inocencia de Donna descubre un santuario dedicado a él y encuentra los archivos que habían desaparecido del hospital. Poco después Naomi es arrestada por todos los problemas que ha causado y Donna sale libre.
Después de salir Naomi comienza a llamar a Ringo pidiéndole que se encuentre con ella, pero Ringo ignora sus llamadas. Obsesionada porque Ringo le haga caso Naomi cruza la calle y es atropellada por un coche, en el hospital Naomi culpa a Ringo por todo lo que le ha pasado, Ringo sintiéndose culpable por no haber escuchado a Donna quien le dijo que algo estaba mal con Naomi, decide que ya no quiere ser paramédico y lo deja.
A pesar de los esfuerzos de Donna, Declan, Lucas y Zeke de hacer que Ringo no deje su sueño de ser paramédico, estos no resultan y poco después Ringo consigue un trabajo como obrero en una obra de construcción dirigida por Jim Dolon.
Poco después cuando Donna sufre un accidente en la construcción Ringo pone en práctica sus habilidades como paramédico ya en el hospital Donna es sometida a cirugía para reparar la rotura de un bazo, la cual resulta un éxito y se recupera. 
Mientras están en el hospital Ringo tiene una pequeña discusión con Leigh, el padre de Donna quien le dice que no quiere que su hija sufra de nuevo, por lo que Ringo le revela que nunca la lastimaría porque la ama, cuando Donna lo escucha y le pregunta por qué ahora, Ringo le confiesa que nunca dejó de amarla y que al verla inconsciente en el lugar del accidente pensó que la perdería para siempre y se dio cuanta de lo mucho que significa para él.
Luego Ringo decide proponerle matrimonio a Donna, sin embargo cuando Nick le dice a Donna que todavía son muy jóvenes para casarse ella le dice que no. Más tarde Donna decide proponerle matrimonio a Ringo y acepta. Nick les da su bendición y estrecha la mano de Ringo.
Más tarde Ringo se gana una Green Card para trabajar en los Estados Unidos y tanto él como Donna deciden casarse antes para que así ella pueda ir con él. Durante su despedida de soltero su madre, Prue llega antes de tiempo y conoce a Donna por primera vez, aunque en un inicio no le causa una buena impresión pronto Donna se gana el cariño y respeto de Prue.
Cuando el padre de Donna Nick conoce por primera vez a Prue las cosas no salen muy bien, sin embargo cuando Donna va a visitar a Prue descubre a su padre en la habitación. Ambos le explican que fueron a caminar y hablaron y que ya no se desagradan y Donna le dice a Prue que no le va a decir nada a Ringo acerca de lo que pasó.
Sin embargo en la mañana del día de la boda Donna decide contarle a Ringo que su madre y Nick durmieron juntos. Ese mismo día cuando Ringo descubre que Declan engañó a Kate cuando besó a Candace Carey le dice que ya no es más su padrino de bodas y escoge a Karl Kennedy en su lugar. Más tarde ese día por fin Ringo y Donna se casan en una bella ceremonia y rodeados de familiares, amigos y seres queridos.
El día que celebraban su primer aniversario de bodas, Ringo le hizo creer a Donna que lo había olvidado. Más tarde ese día Ringo sale con Declan y Kate Ramsay a comprar panecillos para Donna, mientras caminaban Stephanie Scully, quien había tomado la noche anterior apareció de la nada y a exceso de velocidad en su motocicleta. Ringo empujó a Kate fuera del camino de Steph sin embargo el no alcanza a quitarse a tiempo y es golpeado por la moto. Poco después en el hospital Ringo muere debido a sus heridas, dejando a Donna devastada.